# Barquero
Barquero (spanisch für „Fährmann“) ist ein US-amerikanischer Western aus dem Jahr 1970. Regie führte Gordon Douglas.

## Handlung
Travis betreibt eine Fähre an einem Grenzfluss zwischen den USA und Mexiko. Eines Tages wird er von Gangstern überfallen, die nach einem erfolgreichen Raubüberfall mit seiner Hilfe über den Fluss wollen. Travis weigert sich, Remys Bande über den Fluss zu schaffen, und bringt stattdessen sich und die Dorfbewohner auf der anderen Seite des Flusses in Sicherheit. Es kommt zu Auseinandersetzungen.

## Kritik
Joe Hembus stellt fest, der Film sei „ein spannendes Stück für drei Originale: den stoischen Schlaukopf Travis, den kauzigen Hinterwäldler Phil und vor allem den Banditenchef Remy, der sich (...) in seiner unartikulierten Ratlosigkeit kaum noch zum Weitermachen aufraffen kann.“
Phil Hardy merkt an, Barquero sei „ein faszinierender Western, weit besser als seine lauwarme Rezeption vermuten lassen würde.“ Oates spiele „wunderbar“ und die Regie sei „extravagant“, was perfekt zum Stoff passe.
Eine überwiegend positive Meinung von dem Streifen hat auch der Evangelische Film-Beobachter: „Hollywood-Western, der – durchaus unüblich für amerikanische Filme dieses Genres – gebrochene Charaktere liefert und auch ordentlich in Szene gesetzt ist.“